# Crocus almehensis
Crocus almehensis là một loài thực vật có hoa trong họ Diên vĩ. Loài này được C.D.Brickell & B.Mathew miêu tả khoa học đầu tiên năm 1973.